# Kolksluis (Spaarndam)
De Kolksluis is de oudste nog werkende sluis van Europa, gelegen in Spaarndam in de Nederlandse gemeente Haarlem. Aan de noordzijde van de Kolksluis ligt het IJ en ten zuiden ervan ligt het Spaarne.

## Geschiedenis
In de dertiende eeuw damde men het Spaarne af van het IJ met als doel om zout water en een hoge waterstand afkomstig uit het IJ in het Spaarne en omliggende landerijen tegen te gaan. In de dam (Spaarndammerdijk) legde men spuisluizen aan om zo het waterpeil te reguleren, waarbij met gelijk peil de schepen erdoor konden varen. Ook vond hier overslag plaats van zeegaande schepen op binnenvaartschepen om de vracht naar Haarlem en verder te vervoeren.
In 1253 werd door graaf Willem II van Holland opdracht gegeven om in de Spaarndammerdijk een schutsluis aan te leggen, gefinancierd door het bedrijfsleven van Haarlem, die in het beheer kwam van het Hoogheemraadschap van Rijnland. In 1280 kwam de sluis gereed. Bij de aanleg maakte men gebruik van een kolk die bij een eerdere dijkdoorbraak ontstaan was, daarom werd de naam Kolksluis. Doordat deze sluis twee deuren had, konden schepen onafhankelijk van het tij de sluis passeren en niet meer enkel met gelijke waterstand. Aanvankelijk had de sluis hefdeuren waardoor alleen kleine schepen met een gestreken mast konden passeren, maar ze kreeg in 1300 puntdeuren zodat ook grotere schepen er door konden.
Bij de sluis ontstond er bedrijvigheid die voornamelijk gericht was op de passerende schepen.
BIj de Sint-Jeronimusvloed op 1 oktober 1514 werden, behalve de Kolksluis, alle sluizen in Spaarndam weggeslagen. Deze sluis bleef ternauwernood behouden. De Kolksluis was als enige een overdekte schutsluis, de andere waren spuisluizen. In 1571 werd de Kolksluis gerestaureerd als overdekte sluis, in 1778 werd de sluis vernieuwd.
De route via de sluis in Spaarndam en het Spaarne was onderdeel van de belangrijkste vaarroute tussen het noorden en het zuiden van het Graafschap Holland. Haarlem had belangrijke inkomsten van de tol die hier werd geheven. Dit tolrecht verviel in 1807, waarna veel schepen tussen het IJ en de Haarlemmermeer de kortere route via de Overtoom in Amsterdam verkozen, waardoor de drukte in Spaarndam verminderde. De Kolksluis werd in de 19e eeuw versmald.
Door aanleg van andere en ook grotere sluizen raakte de Kolksluis in 1927 in onbruik. Enige jaren daarvoor had men de ongeveer 200 meter oostelijker gelegen sluis uitgebreid, thans Grote Sluis geheten, deze nam de functie van de Kolksluis over. De Kolksluis is toen gerestaureerd.
In 2009-2010 werd de Grote Sluis gerenoveerd, waardoor deze ongeveer zes maanden gestremd was. De Kolksluis werd weer in gebruik genomen voor de kleine recreatievaart. De Kolksluis is ook na het gereedkomen van de renovatie van de Grote Sluis in gebruik gebleven voor de recreatievaart, omdat door de kleinere schutkolk met een omvang van een kwart van de Grote Sluis er een kleinere zoutbelasting op het binnenwater is.
Tussen de Kolksluis en de Grote Sluis ligt een oude spuisluis die niet meer in gebruik is, de Woerdersluis.

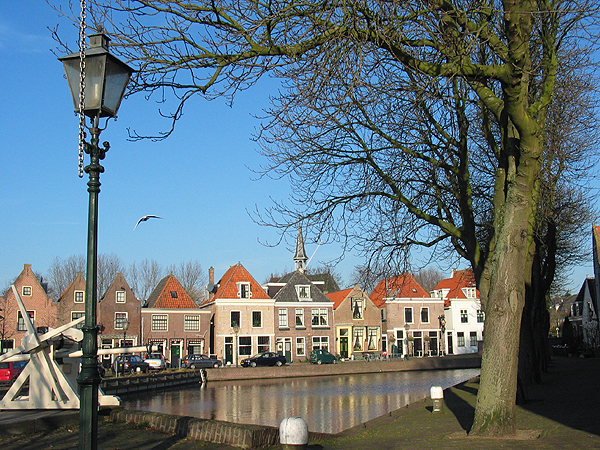
De Kolksluis